# Guardiola (Riner)
Guardiola és una masia situada al municipi de Riner, a la comarca catalana del Solsonès.